# Ambasadorowie Wielkiej Brytanii w Prusach
Przed zjednoczeniem Niemiec w roku 1870 Wielka Brytania wysyłała swych przedstawicieli do poszczególnych państw tworzących późniejszą Rzeszę Niemiecką. Stałe stosunki z Brandenburgią-Prusami Brytyjczycy nawiązali w ostatniej dekadzie XVII wieku.

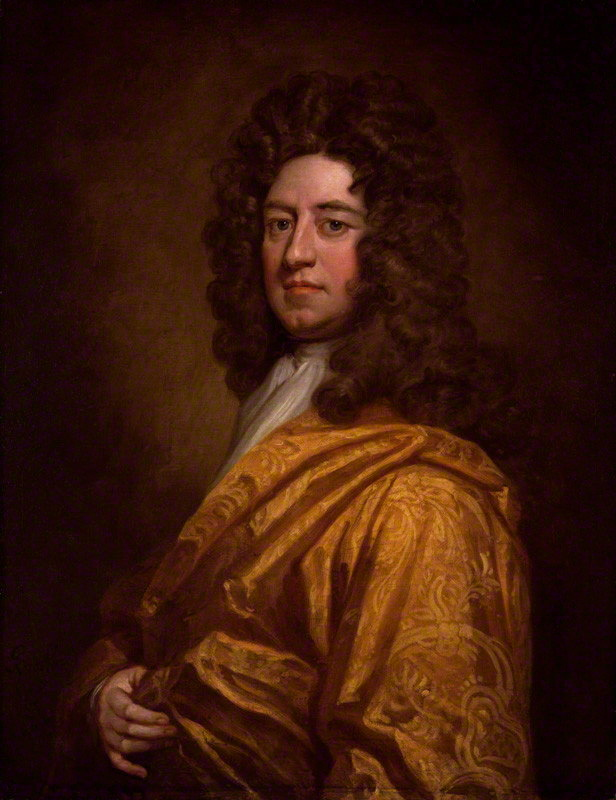
George Stepney, Berlin 1692
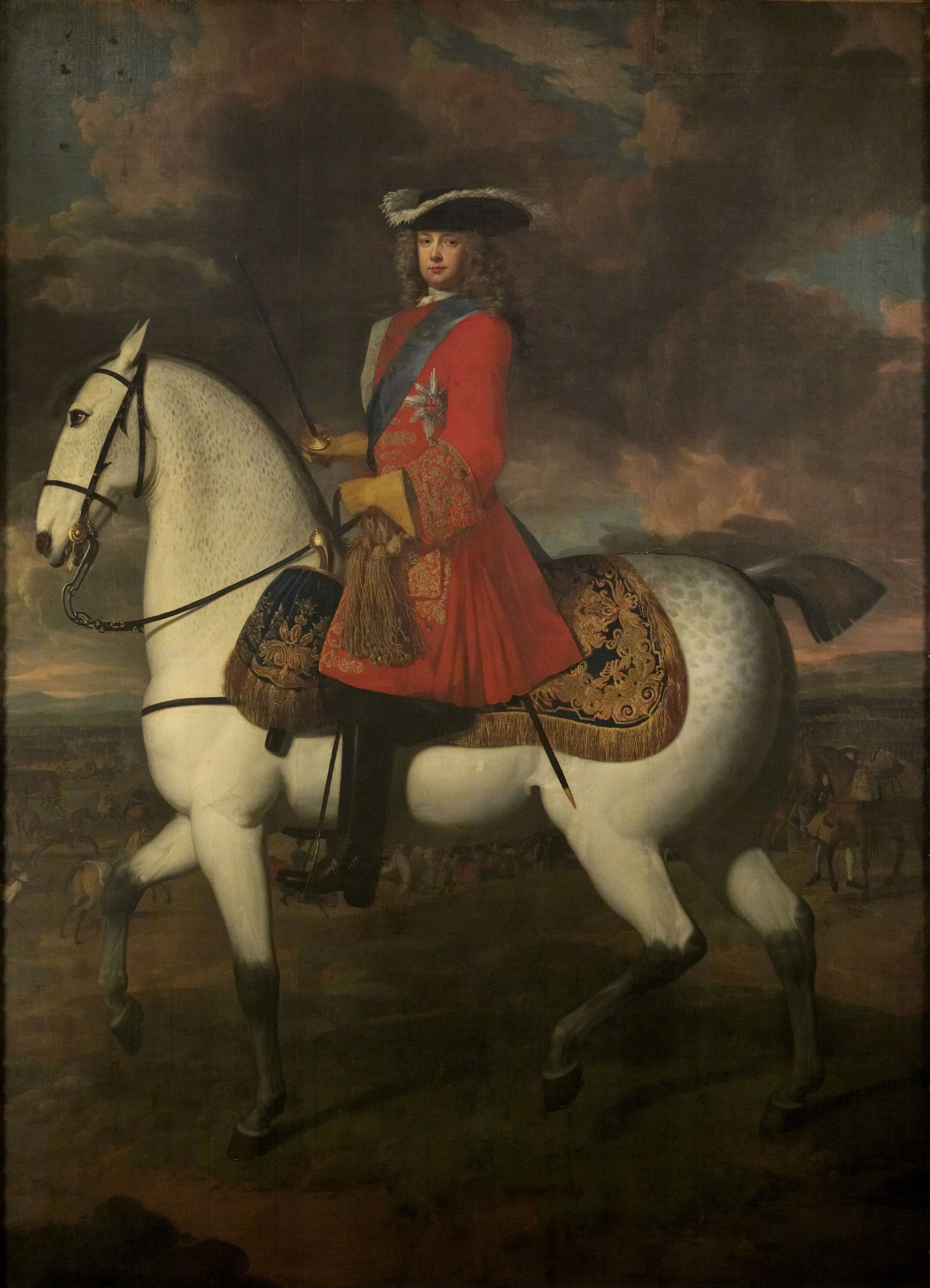
Thomas Wentworth, 1. hrabia Strafford
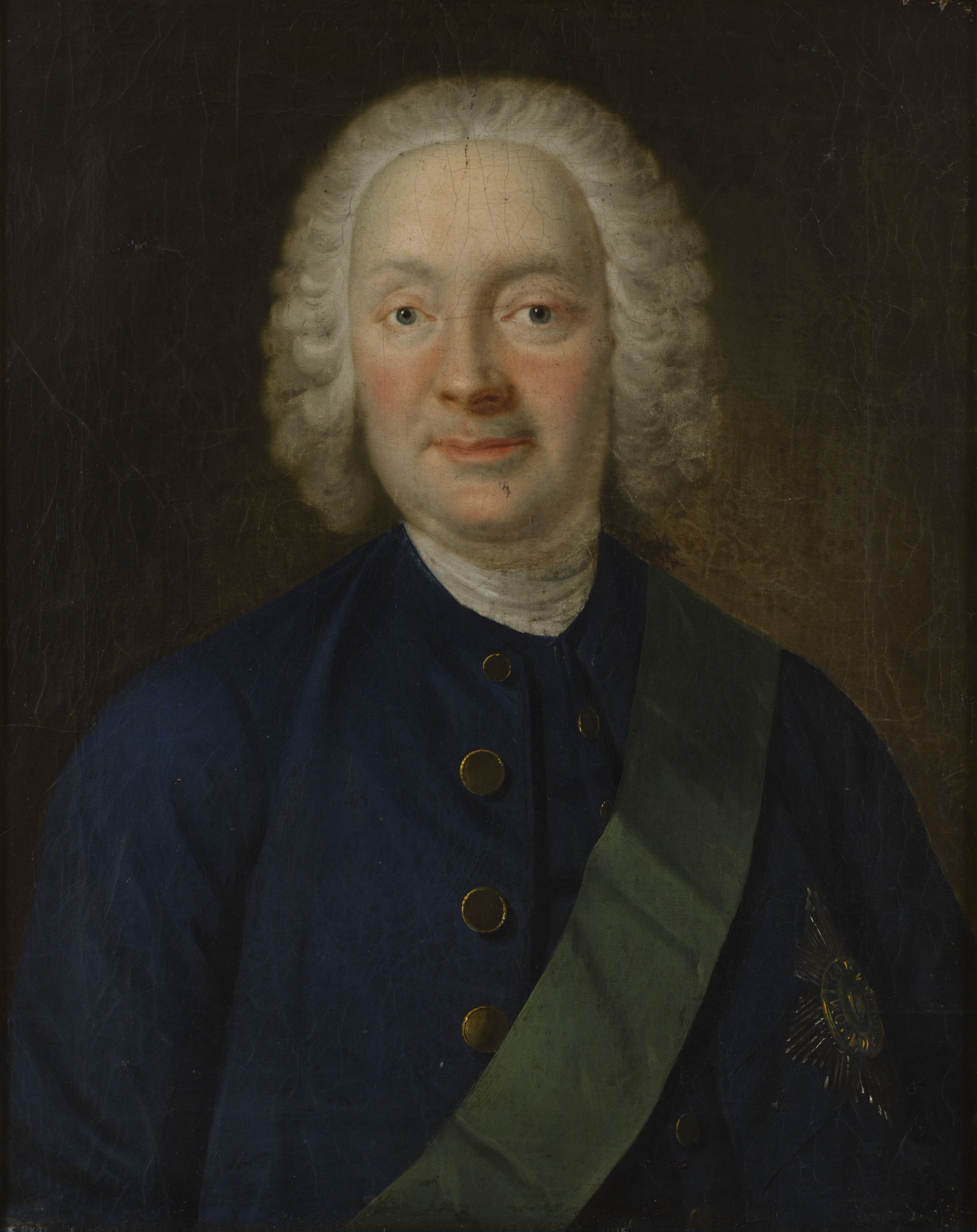
John Carmichael, 3. hrabia Hyndford
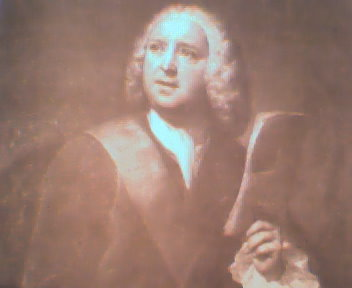
Charles Hanbury Williams
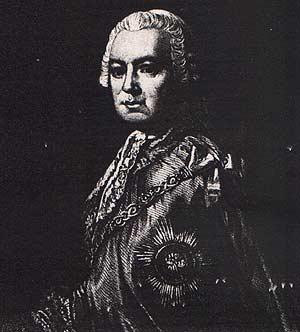
Andrew Mitchell
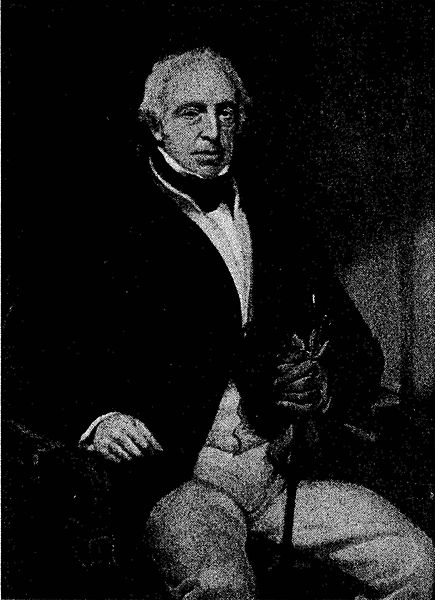
Hugh Elliot

## Brytyjscy ambasadorzy, rezydenci i posłowie w Prusach
- 1689–1691 – Robert Sutton, 2. baron Lexinton
- 1692 – George Stepney
- 1705–1711 – Thomas Wentworth, 1. hrabia Strafford
- 1714–1715 – Archibald Douglas, hrabia Forfar
- 1730–1740 – sir Melchior Guy-Dickens (chargé d’affaires)
- 1741–1742 – John Carmichael, 3. hrabia Hyndford
- 1750–1751 – Charles Hanbury Williams
- 1755–1771 – sir Andrew Mitchell of Thainstone
- 1771 – Robert Gunning
- 1771–1772 – Alexander Burnet (Chargé d’affaires)
- 1772–1777 – James Harris, 1. hrabia Malmesbury (minister)
- 1777–1782 – Hugh Elliot (amb.)
- 1782–1785 – George Cholmondeley, 1. markiz Cholmondeley
- 1785–1787 – John Dalrymple, 6. hrabia Stair
- 1788–1791 – Joseph Ewart
- 1791–1792 – Morton Eden, 1. baron Henley
- 1795 – Henry John Spencer, lord Spencer
- 1795–1798 – Thomas Bruce, 7. hrabia Elgin
- 1800–1802 – John Proby, 1. hrabia Carysfort
- 1802–1806 – Francis James Jackson
- wojny napoleońskie (1806–1813 – okupacja Prus przez Napoleona)
- 1813–1814 – Charles Stewart, 3. markiz Londonderry
- 1815–1819 – George Henry Rose
- 1828–1832 – David Montagu Erskine, 2. baron Erskine
- 1832–1834 – Gilbert Elliot-Murray-Kynynmound, 2. hrabia Minto
- 1841–1851 – John Fane, 11. hrabia Westmorland
- 1851–1860 – John Bloomfield, 2. baron Bloomfield